# Times New Roman
Times New Roman là phông chữ kiểu serif được nhật báo The Times (Luân Đôn) ủy thác Stanley Morison thiết kế năm 1931 cùng với Starling Burgess và Victor Lardent. Nó được phát hành lần đầu tiên bởi Công ty Monotype năm 1932. Tuy The Times không còn sử dụng nó, nhưng nó vẫn được sử dụng rộng rãi trong cuốn sách.
Do nó được sử dụng ở khắp mọi nơi, Times New Roman đã có nhiều ảnh hưởng đối với nhiều phông chữ kiểu serif trước và sau thời phông máy tính. Một thí dụ nổi tiếng là Georgia, nó có những nét rất giống với Times New Roman nhưng có serif dày hơn.
Một phiên bản của Times New Roman được phát triển bởi Monotype cho Microsoft, và nó được cung cấp với Microsoft Windows từ khi phiên bản 3.1 được phát hành. Giống như Times trên Apple Macintosh, nó được chọn là phông chữ mặc định trong nhiều phần mềm ứng dụng, nhất là trong trình duyệt mạng và trình soạn thảo.
Times New Roman là tên mà Microsoft đặt cho phiên bản TrueType của Times New Roman PS, một loại hẹp hơn của phông chữ Times New Roman của Monotype. Phiên bản PS được phát hành để hợp với các kích thước của Times Roman (phông PostScript căn bản của Linotype). Các chữ hoa của nó được vẽ nhẹ hơn, mới đầu để in ra tiếng Đức (trong tiếng đó, các danh từ bắt đầu với chữ hoa).
Năm 2004, Bộ Ngoại giao Hoa Kỳ tuyên bố rằng, từ ngày 1 tháng 2 năm 2004, tất cả những văn kiện ngoại giao Mỹ sẽ bắt đầu sử dụng Times New Roman với kích thước 14 point thay vì Courier New với kích thước 12 point như trước.
Phông chữ Unicode này hỗ trợ các ký tự tiếng Việt.